# Geschichte der Eisenbahn in Litauen

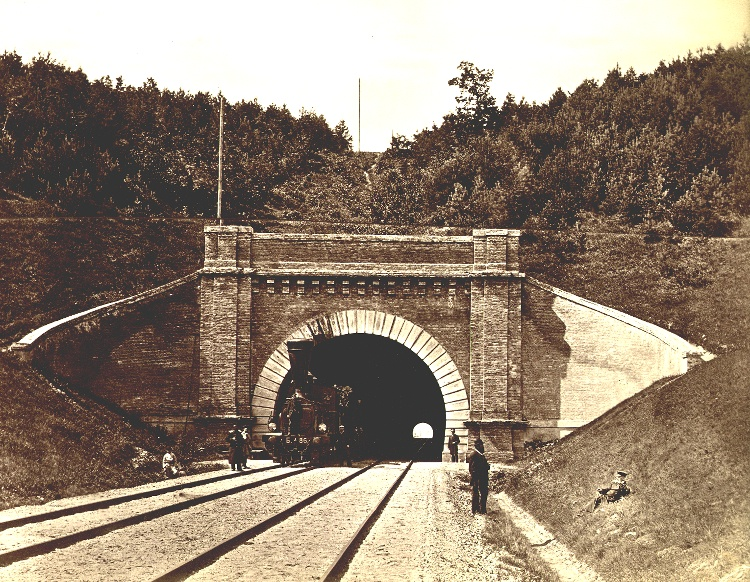
Eisenbahntunnel Paneriai 1879

Die Geschichte der Eisenbahn in Litauen umfasst die organisatorischen und technischen Entwicklungen des Eisenbahnverkehrs auf dem Gebiet der Republik Litauen vom 19. Jahrhundert bis zur Gegenwart. Sie begann in der zweiten Hälfte des 19. Jahrhunderts. Zwischen 1853 und 1862 erfolgte der Bau der Petersburg-Warschauer Eisenbahn, die durch Litauen führte. So erhielt Litauen mehrere Bahnstationen. In den folgenden Jahrzehnten wurde das Streckennetz in russischer Breitspur weiter ausgebaut.
Während des Ersten Weltkriegs wurde das Streckennetz von den Deutschen auf Normalspur umgespurt. Nach dem Ersten Weltkrieg wurde 1919 die litauische Eisenbahngesellschaft Lietuvos geležinkeliai gegründet, die ihren Hauptsitz und ihre Hauptwerkstätten in Vilnius bekam. Nach der Besetzung der litauischen Hauptstadt Vilnius durch polnische Truppen wurde beides nach Kaunas verlegt. Die Bahnstrecken im besetzten Gebiet wurden von den Polskie Koleje Państwowe (PKP) übernommen, Vilnius wurde Sitz der Eisenbahndirektion Wilno. Sämtliche Bahnverbindungen zwischen Polen und Litauen waren bis 1938 unterbrochen.
Während des Zweiten Weltkriegs begann die erneute Umspurung auf Breitspur, die erst nach Kriegsende abgeschlossen war, sämtliche Strecken verblieben nach dem Zweiten Weltkrieg in der Sowjetunion. Nach der Wiedererlangung der Unabhängigkeit Litauens gehören sie der wiedergegründeten AB Lietuvos geležinkeliai.

## Entwicklung bis zum Ersten Weltkrieg
Im 19. Jahrhundert, als die ersten Eisenbahnen gebaut wurden, gehörte Litauen zum Russischen Reich. Die russischen Eisenbahnlinien entstanden überwiegend als schnurgerade Direktverbindungen zwischen den großen Metropolen, so beispielsweise die Warschau-Petersburger Eisenbahn.
Diese Strecke war die erste Eisenbahnlinie auf dem Gebiet des heutigen Litauen, da sie zwischen der heute belarussischen Stadt Hrodna (russisch: Grodno) und der heute lettischen Stadt Daugavpils (deutsch: Dünaburg) auf dem Gebiet des späteren litauischen Staates verlief. Die Warschau-Petersburger Eisenbahn wurde zwischen 1851 und 1862 erbaut. 1861 entstand eine Abzweigung von Vilnius über Kaunas nach Wirballen (Kybartai), dem Grenzbahnhof nach Ostpreußen und dem Anschluss an die in Eydtkuhnen beginnende Preußische Ostbahn nach Berlin. Über diese Strecke fuhr bis 1914 der zwischen Paris und St. Petersburg verkehrende Luxuszug Nord-Express der CIWL.
Zwischen 1871 und 1874 baute die Libau-Romny-Bahn die Strecke vom heute lettischen Liepāja (Libau) über Mažeikiai, Šiauliai (Schaulen) und Radviliškis (Radwilischken) nach Vilnius und weiter in Richtung Minsk und Romny. Hinzu kamen verschiedene kleinere Strecken und Querverbindungen, so ab 1872 die Verbindung von Radviliškis nach Griva, kurz vor Daugavpils und 1875 die Strecke von Mažeikiai nach Riga. Wie alle wichtigen russischen Bahnen wurden die Strecken in der russischen Breitspur von 1524 mm gebaut.
Beim Bau fast aller Strecken vermieden die verschiedenen Bahngesellschaften aus Kostengründen die Errichtung teurer Brücken und Erdbauwerke und passten die Trassierung weitgehend der Topographie an. Nur die Warschau-Petersburger Bahn und ihr Abzweig zur Grenze bei Wirballen waren zweigleisig ausgebaut. Die Bahnen waren alle in privater Hand gebaut und betrieben worden, erst kurz vor dem Ersten Weltkrieg waren alle Breitspurbahnen auf dem Gebiet des heutigen Litauens verstaatlicht.
Die damals zu Preußen gehörende Stadt Memel (litauisch Klaipėda) erhielt 1875 ihren Bahnanschluss über Tilsit (heute Sowetsk) nach Königsberg (heute Kaliningrad). Eine von Preußen mehrfach angeregte Weiterführung ab dem damaligen Endpunkt der Bahn im Grenzort Bajohren nach Schaulen lehnte Russland ab, da es den Memeler Hafen als Konkurrenz zu den Häfen in Libau und Windau ansah.
Ab 1892 wurden Schmalspurbahnen gebaut, die wichtigste Strecke war die 272 km lange 750-mm-Bahn von Panevėžys über Švenčionys ins heute belarussische Berezwecz, die die Erste Russische Zufuhrbahnen-Gesellschaft 1894 fertigstellte.

## Eisenbahnbau im Ersten Weltkrieg
Im Ersten Weltkrieg eroberte das Deutsche Heer nach der Abwehr der Russischen Armee in der Winterschlacht in Masuren ab Februar 1915 einen Großteil des heutigen Litauen. Es gab nur eine einzige Eisenbahnverbindung zwischen dem deutschen Reich und den eroberten Gebieten, nämlich die Strecke Königsberg–Vilnius. Das Deutsche Heer begann zur Lösung der daraus resultierenden Nachschubprobleme zunächst mit dem Bau von schmalspurigen Feld- und Kriegsbahnen. Nach der Eroberung von Libau nahm es die dort beginnende Bahnstrecke in Richtung Vilnius schrittweise wieder in Betrieb. Da es bald an breitspurigen Loks und Wagen mangelte, bauten deutsche Eisenbahntruppen vom deutschen Grenzort Bajohren bei Memel eine normalspurige Kriegsbahn ins lettische Prekuln an der Bahnstrecke Libau–Vilnius und spurten letztere auf Normalspur um. Die Strecken im östlichen Litauen nach Kaunas und Vilnius wurden mit dem Vormarsch der deutschen Truppen schrittweise umgespurt. Der leichte russische Oberbau wurde schrittweise durch schwerere preußische Schienen und Schotterbett ersetzt.
Noch 1915 begann der Bau einer Kriegsbahn vom preußischen Grenzort Lauksargiai (Laugszargen) über Tauragė nach Radviliškis, die 1916 fertiggestellt wurde. Es folgte eine Direktverbindung von Šiauliai ins lettische Jelgava (deutsch Mitau). Weitere Ergänzungen waren die Strecke von Kaunas nach Jonava zur Vermeidung des Umwegs über Kaišiadorys, diverse Verbindungskurven und der zweigleisige Ausbau zwischen Kaišiadorys und Šiauliai. Im östlichen Litauen entstanden zudem mehrere von der Warschau-Petersburger Bahn abzweigende Schmalspurbahnen zur Versorgung der östlich der Bahn verlaufenden Front.

## Die Staatsbahn des unabhängigen Litauen

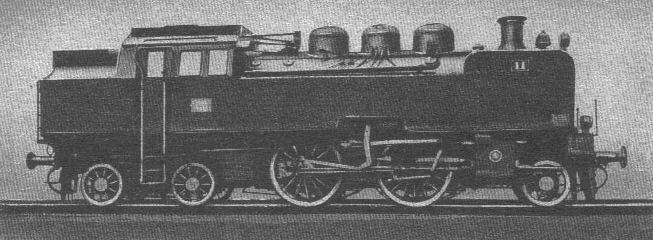
Von der LG 1932 bei Škoda beschaffte Tenderlokomotive der Baureihe Tk

Der 1918 unabhängig gewordene litauische Staat gründete im gleichen Jahr die Lietuvos Geležinkeliai (LG) als eigene Staatsbahn mit Sitz in Vilnius. Die LG übernahm ein komplett normalspuriges Netz sowie die verschiedenen Schmalspurbahnen. Durch den Friedensvertrag von Versailles erhielt die LG zudem eine größere Anzahl preußischer Lokomotiven und Waggons. 1920 griff Polen Litauen an (im Polnisch-Litauischen Krieg) und besetzte Teile Litauens, darunter die Hauptstadt Vilnius.
Litauen erklärte Kaunas zur provisorischen Hauptstadt, die Verwaltung der LG nahm ihren Sitz in Kaunas. Die von Litauen nicht anerkannte Grenze wurde vollständig abgeriegelt und der Bahnverkehr auf den nunmehr grenzüberschreitenden Strecken eingestellt. Seinerseits annektierte Litauen 1923 das Memelgebiet, das seit dem Ende des Ersten Weltkriegs vom Völkerbund verwaltet worden war, also den nördlich der Memel gelegenen Teil Ostpreußens mit der Hafenstadt Memel (heute Klaipėda).
Mit Memel/Klaipėda besaß Litauen nun einen eigenen Ostseehafen. Die rund 130 km Eisenbahnstrecken des Memelgebiets gingen zusammen mit 17 Lokomotiven an die LG über. Im März 1939 musste Litauen das Memelgebiet unter dem Druck Hitlers wieder an das Deutsche Reich zurückgeben, zusammen mit 17 Lokomotiven, die zur Deutschen Reichsbahn kamen.
Seit 1925 konnte die durchschnittliche Reisegeschwindigkeit stetig erhöht werden. Der schnellste Zug, der D 1 von Berlin nach Riga über Virbalis, Kaunas und Šiauliai legte die 86 km zwischen Virbalis und Kaunas in 87 Minuten zurück. Ende 1929 betrieb die LG 1.183 km in Normalspur, 125 km in 750-mm-Schmalspur und 325 km in 600-mm-Schmalspur mit insgesamt 238 Lokomotiven, 351 Personenwagen und 4.490 Güterwagen.
Man plante ab 1920 umfangreiche Streckenneubauten. Die bestehenden Schmalspurbahnen sollten möglichst auf Normalspur umgespurt werden. Letztlich konnten allerdings nur zwei nennenswerte Vorhaben verwirklicht werden. So wurde schrittweise ab 1925 die Strecke Klaipėda–Šiauliai erbaut und 1932 fertiggestellt. Sie ermöglichte die direkte Anbindung des Hafens ohne Umwege oder Benützung der durch Lettland führenden Strecke über Prekuln. Die Strecke Šeštokai–Kazlų Rūda wurde 1923 eröffnet. Sie schloss die durch die Grenzziehung zu Polen isolierte Strecke über Alytus ans litauische Bahnnetz an. Außerdem wurden bis 1938 mehrere 600-mm-Schmalspurbahnen auf 750 Millimeter umgespurt.
1938 setzte Polen bei Litauen durch, dass die Grenze zwischen beiden Ländern wieder geöffnet wurde. Ab 11. April 1938 verkehrten nach fast 20 Jahren wieder Züge zwischen Kaunas und Vilnius. Die anderen grenzüberschreitenden Strecken blieben vorerst geschlossen.
Der Fahrzeugpark wurde durch die LG modernisiert, aus finanziellen Gründen konnte sie jedoch nur relativ wenige Neubauten beschaffen. Lediglich 19 Normalspur- und 13 Schmalspurloks wurden bestellt, mit zwei Ausnahmen ausschließlich bei dem tschechoslowakischen Hersteller Škoda. Dieser lieferte 1932 vier Nachbauten der bereits in großer Stückzahl bei der LG eingesetzten Preußischen G 8.1 und vier 1'B2'-Tenderloks der neu konstruierten Baureihe Tk. 1934 und 1939 lieferte Škoda zudem zehn Schmalspurloks der Reihen P4 (Achsfolge 1'D1') und P5 (Achsfolge E). Die modernsten Loks der LG waren die 1938 gelieferten Pacific-Schnellzugloks der Baureihe Gp, die allerdings durch die deutschen Besatzer 1943 abgefahren und den Bahnen im damaligen Protektorat Böhmen und Mähren zugewiesen wurden, die sie als Baureihe 399.0 einsetzten. Ansonsten wurde der Fahrzeugpark der LG weiterhin von preußischen Loktypen wie der P 8 (litauische Reihe K8) oder der G 8.1 (litauische Reihe P8) dominiert, auch in Deutschland bereits ausgemusterte Baureihen blieben mangels ausreichender Neubeschaffungen im Bestand. Ab 1933 beschaffte die LG verschiedene Triebwagen für Normal- und Schmalspur, letztere wurden überwiegend mit Holzgasgenerator betrieben. Die letzten Triebwagenbeschaffungen waren 1937 vier Fahrzeuge von MAN, die im Schnellverkehr zwischen Kaunas und Klaipėda eingesetzt wurden. Eines der Fahrzeuge wurde nach dem Krieg in Westdeutschland aufgefunden und in die Baureihe VT 36 eingeordnet.
Die letzten umfangreichen Änderungen im Netz der LG wurden durch den Überfall auf Polen der Wehrmacht und die Sowjetische Besetzung Ostpolens ausgelöst. Im Hitler-Stalin-Pakt war Litauen zunächst dem deutschen Einflussgebiet zugeteilt worden. Nach dem Ausbruch des Zweiten Weltkrieges gab es jedoch eine Revision dieses Vertrages durch den Deutsch-Sowjetischen Grenz- und Freundschaftsvertrag mit einer Abänderung der Einflussbereiche. Deutschland erhielt Teile Ostpolens. Litauen wurde der Sowjetunion zugesprochen. Am 15. Juni 1940 marschierte die Rote Armee in Litauen ein. Die von einer Marionettenregierung gegründete Litauische Sozialistische Republik trat am 3. August 1940 der 'Union der Sowjetstaaten' bei.
Durch besagten Vertrag erhielt Litauen das Gebiet von Vilnius zurück, zusammen mit 335 km Normalspurstrecken. Ende 1939 besaß die LG damit 1.315 km Normalspurstrecken und 450 km Schmalspurstrecken; diese wurden mit 165 Normalspur- und 52 Schmalspurloks betrieben. Mit der Annexion Litauens durch die Sowjetunion wurde die LG Teil der sowjetischen Eisenbahnen Sowetskije schelesnyje dorogi (SŽD). Innerhalb der SŽD wurde das litauische Netz Teil der Baltischen Eisenbahnen, in denen bis 1991 die Eisenbahnen Estlands, Lettlands, Litauens und der Oblast Kaliningrad zusammengefasst waren.

## Sowjetzeit

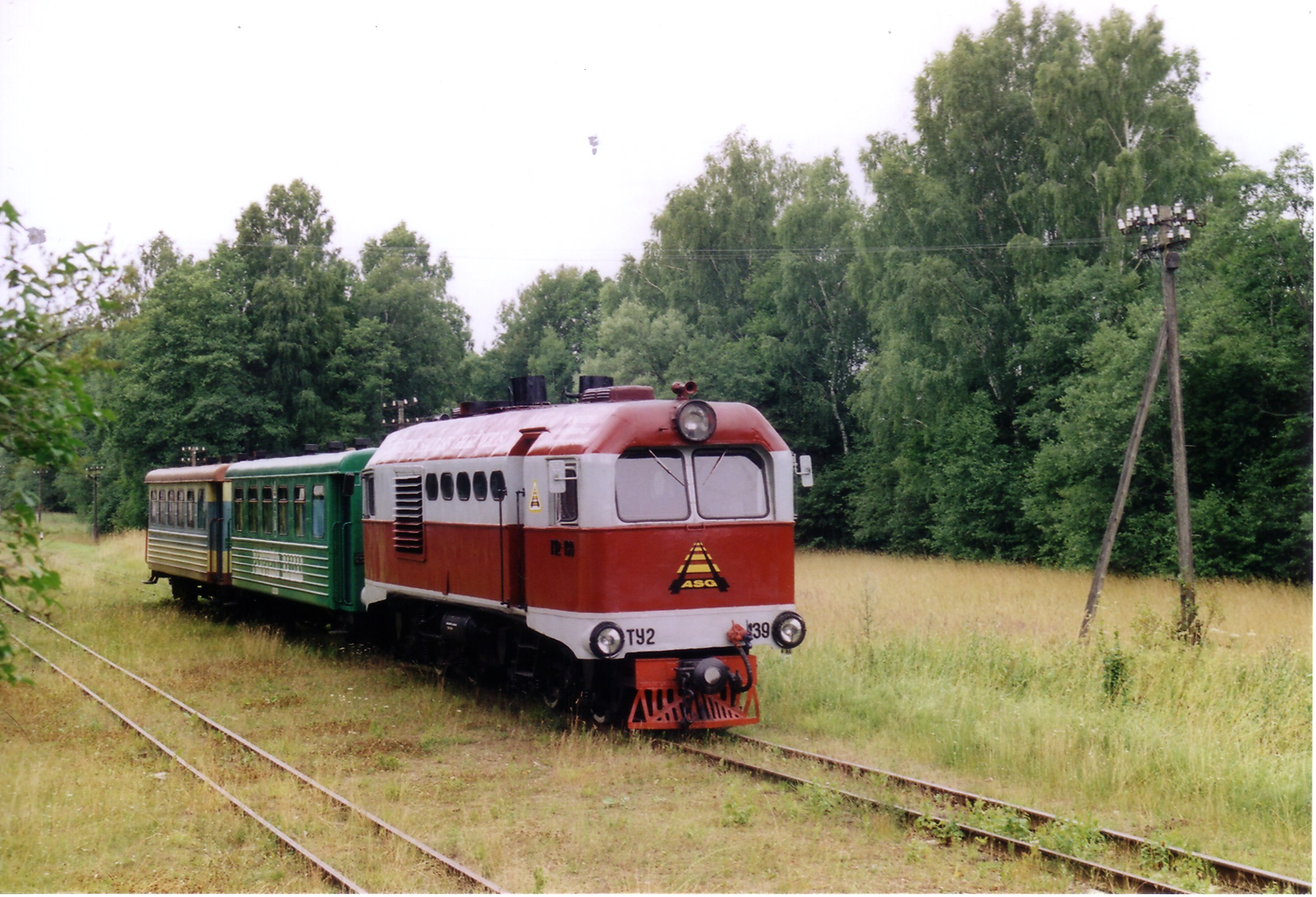
Schmalspurbahn Panevėžys – Rubikiai

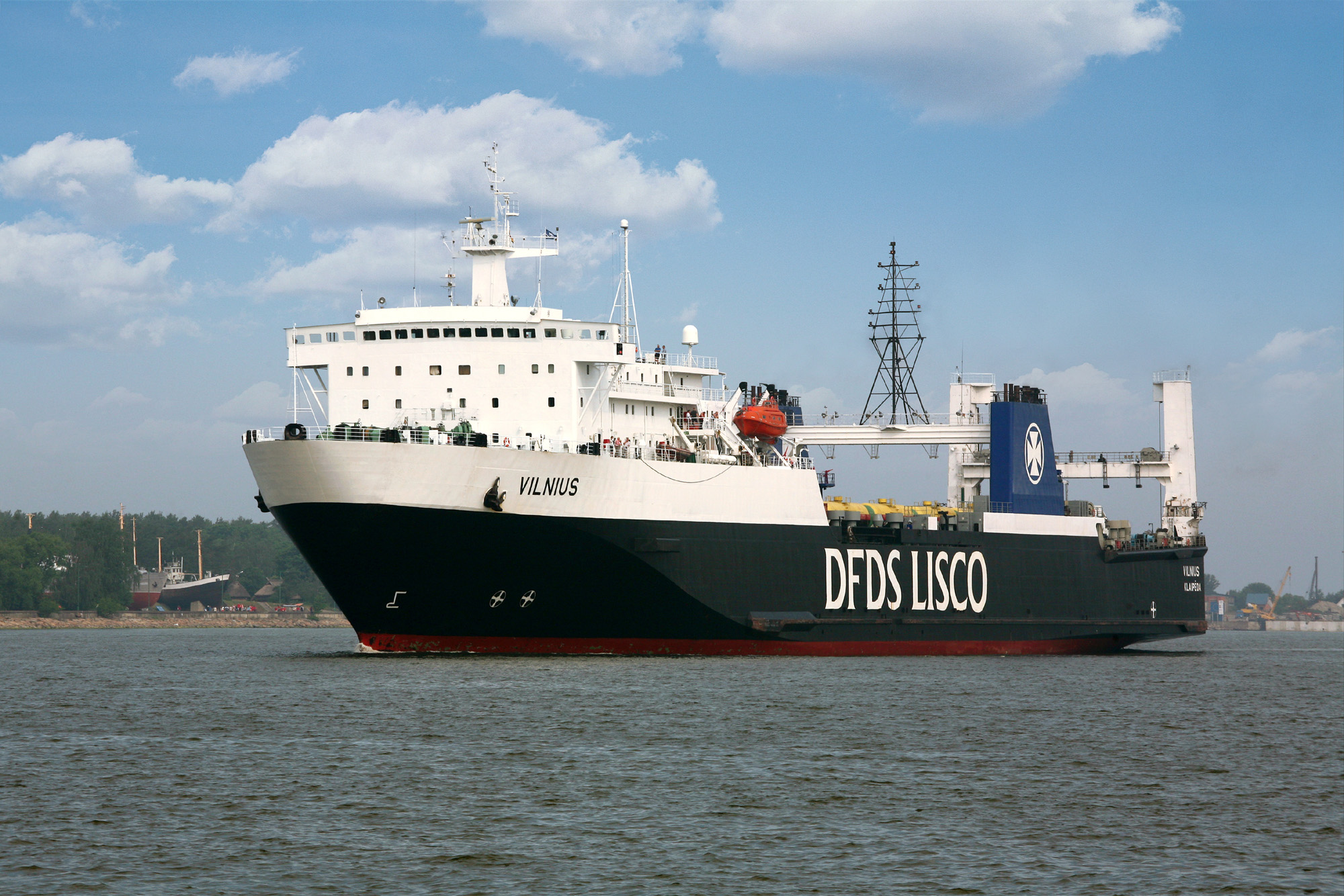
MS Vilnius auf der Fährverbindung Klaipėda – Sassnitz-Mukran

1940 besetzte die Rote Armee Litauen. Das Sowjetlitauen wurde in die UdSSR eingegliedert. Es gab keine eigenständige Existenz der Eisenbahn in Litauen. Die litauischen Bahnen wurden in die Sowjetischen Staatsbahnen (SŽD) integriert. Ab März 1941 begann die SŽD mit der Umspurung auf russische Breitspur. Nach dem Einmarsch der Wehrmacht im Zuge des Unternehmens Barbarossa wurden die Bahnstrecken wieder auf mitteleuropäische Normalspur umgenagelt. Mit dem Vormarsch der Roten Armee ab 1944 wurden die Strecken wiederum auf Breitspur (1520 mm) umgespurt. Vollständig umgespurt waren die Strecken erst 1951. Diese Spurweite wird heute noch verwendet.
Die SŽD passte die Bahnen Litauens an sowjetische Standards an, vor allem durch schwerere Gleise und Schotterbettung, um der wichtigen Aufgabe im Zubringerverkehr zu den baltischen Seehäfen in Klaipėda, Liepāja, Ventspils und Riga gerecht zu werden. Sie baute den Rangierbahnhof Radviliškis umfangreich aus, bei Vilnius und Kaunas entstanden neue Rangierbahnhöfe. In beiden Städten wurden zudem Umgehungsbahnen für den Güterverkehr gebaut. 1975 wurde die Strecke zwischen Vilnius und Kaunas für den Vorortverkehr mit 25 KV/50 Hz-Wechselstrom elektrifiziert. 1986 wurde die Eisenbahn-Fährverbindung Sassnitz-Mukran–Klaipėda eröffnet.
Im Gegenzug wurden die Schmalspurbahnen weitgehend stillgelegt, einige kürzere Abschnitte auf Breitspur umgespurt. Überlebt hat lediglich die heute als Museumsbahn betriebene Strecke von Panevėžys nach Rubikiai. In den 1970er Jahren ersetzte die SŽD die bis dahn überwiegend verwendeten Dampfloks auf dem litauischen Netz durch Dieselloks und Triebwagen.
Unter dem Dach der SŽD waren die litauischen Bahnen zunächst nominell selbstständig geführt worden. Von 1953 bis 1956 und dann endgültig ab 1963 wurden die Bahnen der baltischen Republiken als Baltische Eisenbahn mit Sitz in Riga vereinigt. Hierzu zählten die Bahnen in der Oblast Kaliningrad, die ab 1945 den litauischen Bahnen zugeordnet worden waren.
Nach der wiedererlangten Unabhängigkeit Litauens 1992 wurde die LG neugegründet.

## Nach Wiedererlangung der Unabhängigkeit
Am 24. Dezember 1991 wurde das staatliche Unternehmen SPAB Lietuvos geležinkeliai (LG) registriert. Die LG setzt heutzutage im Personenverkehr zunehmend Diesel- und Elektrotriebzüge (im Gegensatz zu den früher häufiger lokbespannten Zügen) ein. Schwerpunkt des weitmaschigen Eisenbahnnetzes ist der Südosten des Landes. Internationale Züge sowie Züge an die Küste nach Klaipėda sind meistens diesellokbespannt.
Rund um Vilnius und Kaunas existiert ein S-Bahn-ähnliches System von Vorortzügen. Die wichtigsten internationalen Verbindungen laufen über Daugavpils nach Sankt Petersburg. Nach Polen verkehrt inzwischen nur noch ein grenzüberschreitender Schnellzug auf der Normalspurstrecke zwischen Šeštokai und dem polnischen Suwałki. Die Verbindung von Grodno/Hrodna nach Vilnius wurde hingegen an der Staatsgrenze gekappt. Von Bedeutung ist außerdem der Gütertransitverkehr. Klaipėda ist ein wichtiger Erdölhafen, der zu einem Großteil durch die LG versorgt wird.
Die Transportleistung der LG im Gütertransport lag 2004 bei 50 Mio. Tonnen, 2007 bei 53,5 Mio. Tonnen. Der Anteil am gesamten Güterverkehr (alle Verkehrsmittel in Litauen) konnte im gleichen Zeitraum von 33 % auf 44 % gesteigert werden. Der Marktanteil im Personenverkehr lag dagegen in den beiden Jahren nur bei etwa 2 %, die sich auf etwa 1 Mio. Fahrgäste im Fernverkehr und 6 Mio. im Nahverkehr verteilen.
Im Unterschied zu den Bahnen der baltischen Nachbarstaaten wurde das Netz seit 1991 nur im geringen Umfang reduziert. 2005 umfasste das Streckennetz 1781,8 km, 2009 waren es 1774 km, 567 km sind zweigleisig ausgebaut. Das zu sowjetischen Zeiten elektrifizierte Vorortnetz zwischen Vilnius und Kaunas umfasst 122 km. Überwiegend ist das Netz in Breitspur ausgeführt, lediglich 21,8 km an der Grenze zu Polen weisen europäische Normalspur auf. Die verbliebenen Schmalspurbahnen, deren Länge von 168,8 km im Jahr 1992 auf 68 km im Jahr 2009 zurückging, sind inzwischen privatisiert und dienen ausschließlich dem touristischen Verkehr. Langfristig ist ein Ausbau der Eisenbahn im Zusammenhang mit der Rail Baltica geplant.
Litauen ist – über die Bahnstrecke zwischen Kybartai (an der Grenze zur russischen Oblast Kaliningrad) und Šumskas (an der Grenze zu Belarus) – ein Transitland für den Verkehr vom russischen Kernland über Belarus (Minsk) nach Kaliningrad. Im Jahr 2007 entfielen 38 % der gesamten Gütertransportleistung der LG auf diese Transitstrecke. 2003 schlossen die litauische und die russische Regierung einen Vertrag zur Regelung dieses Transitverkehrs. Bis zum russischen Überfall auf die Ukraine 2022 verkehrten rund 100 Züge monatlich auf dieser Strecke.